# Герпен
Герпен (нід. Herpen) — село в нідерландській провінції Північний Брабант. Входить до муніципалітету Осс.
Його площа — 5,51 км², а населення станом на 2021 рік становило 2605 осіб.
До 1941 року мало статус окремого муніципалітету.

## Галерея

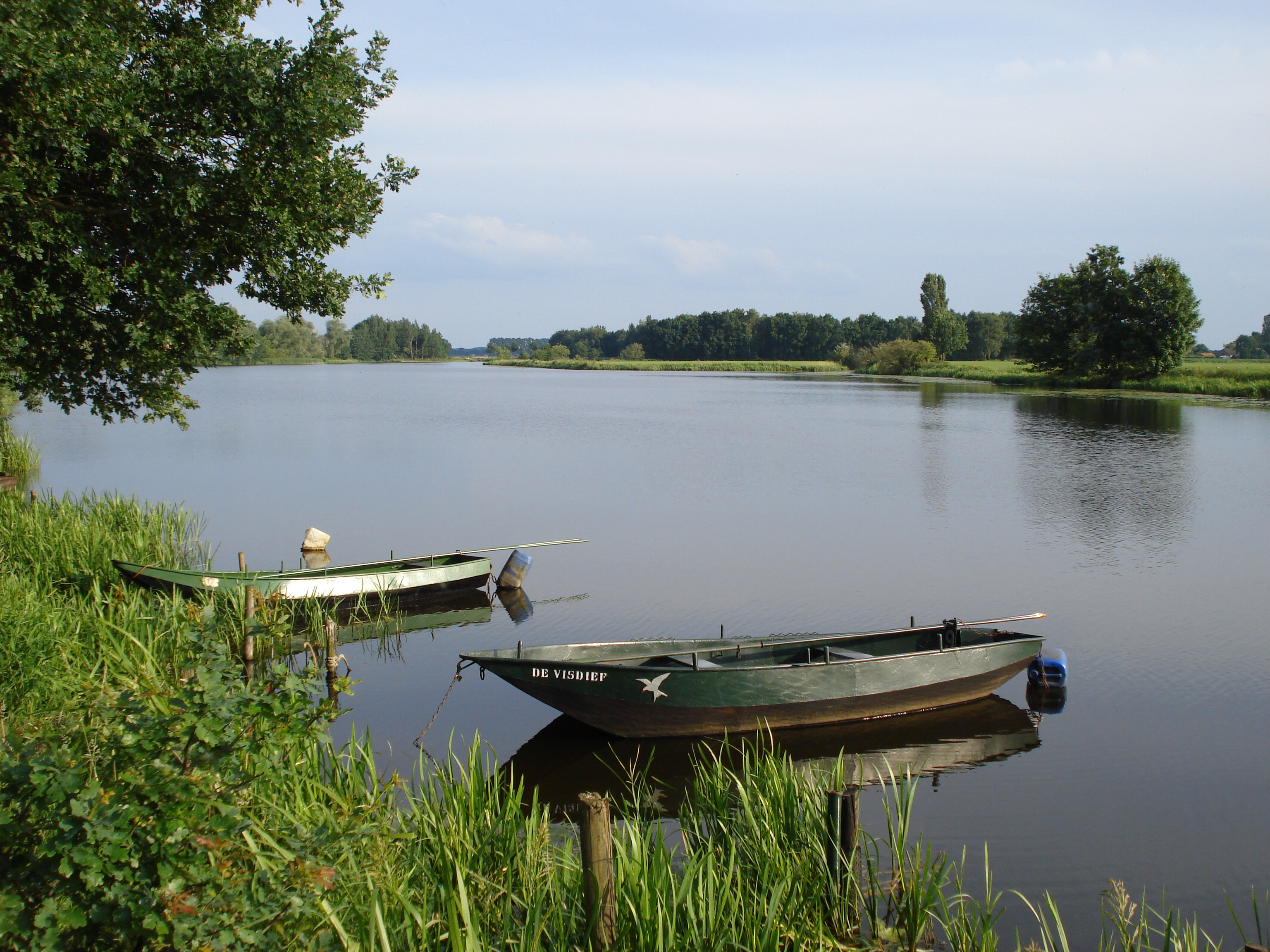
Сільська водойма
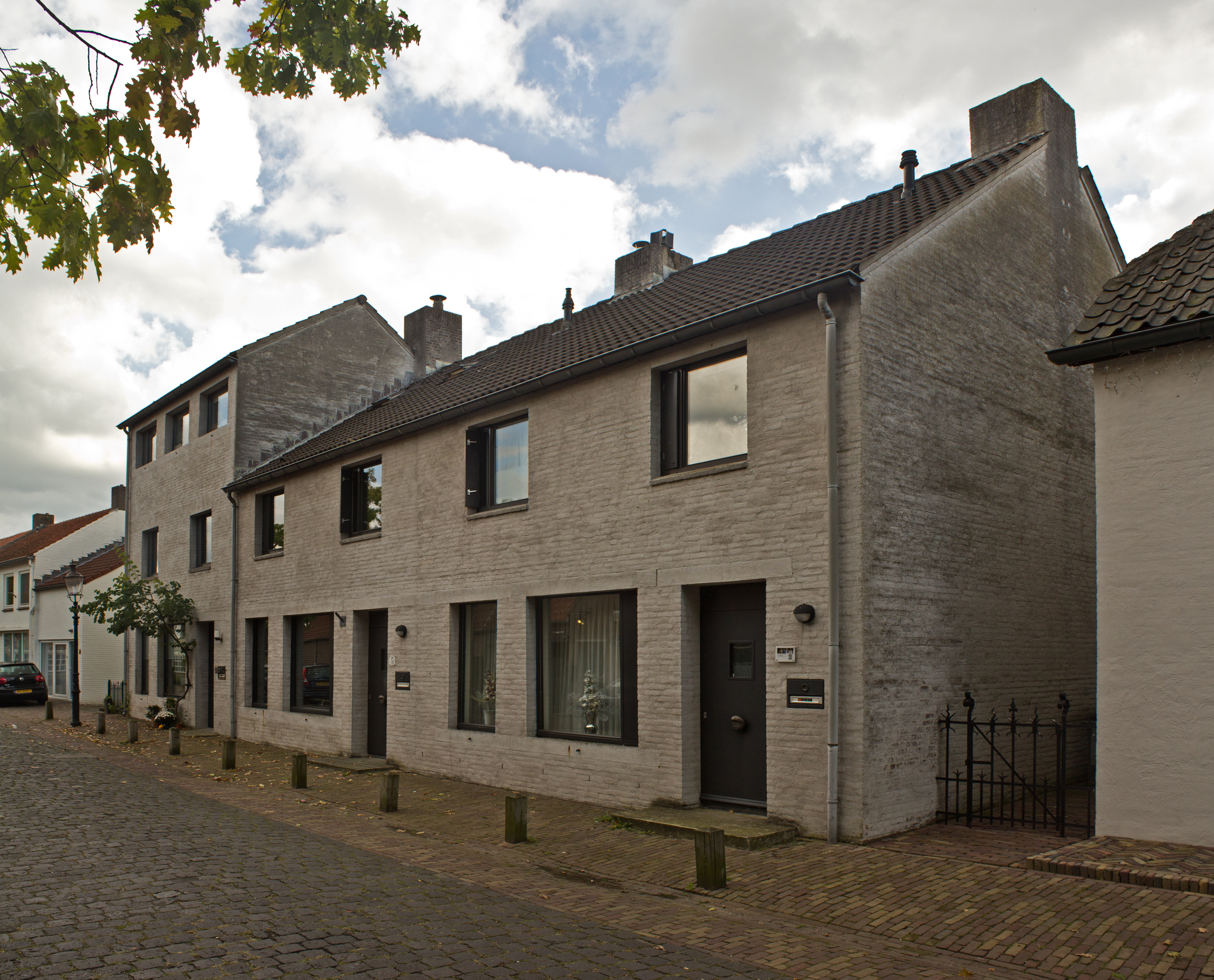
Сільська забудова
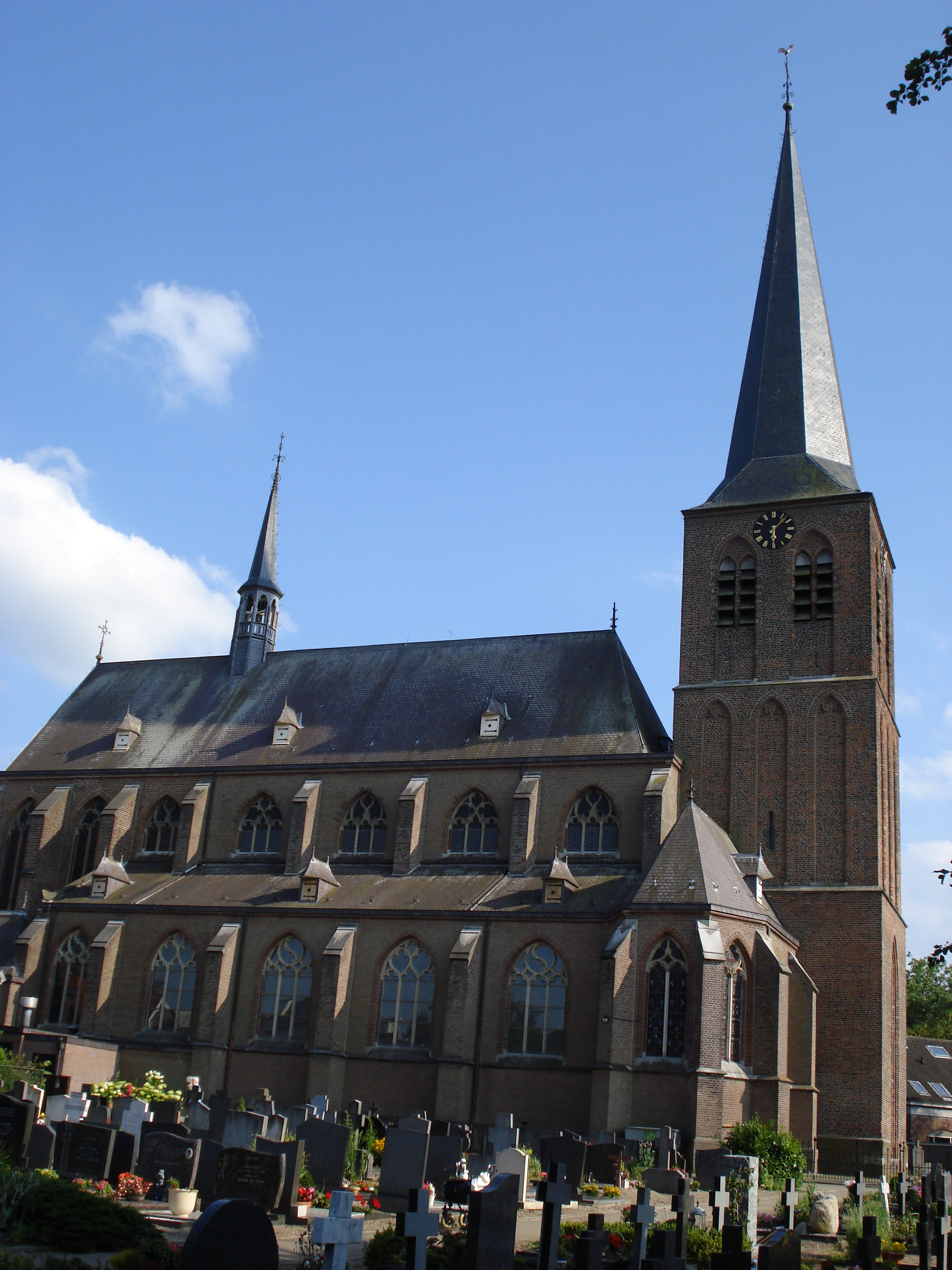
Церква в Герпені
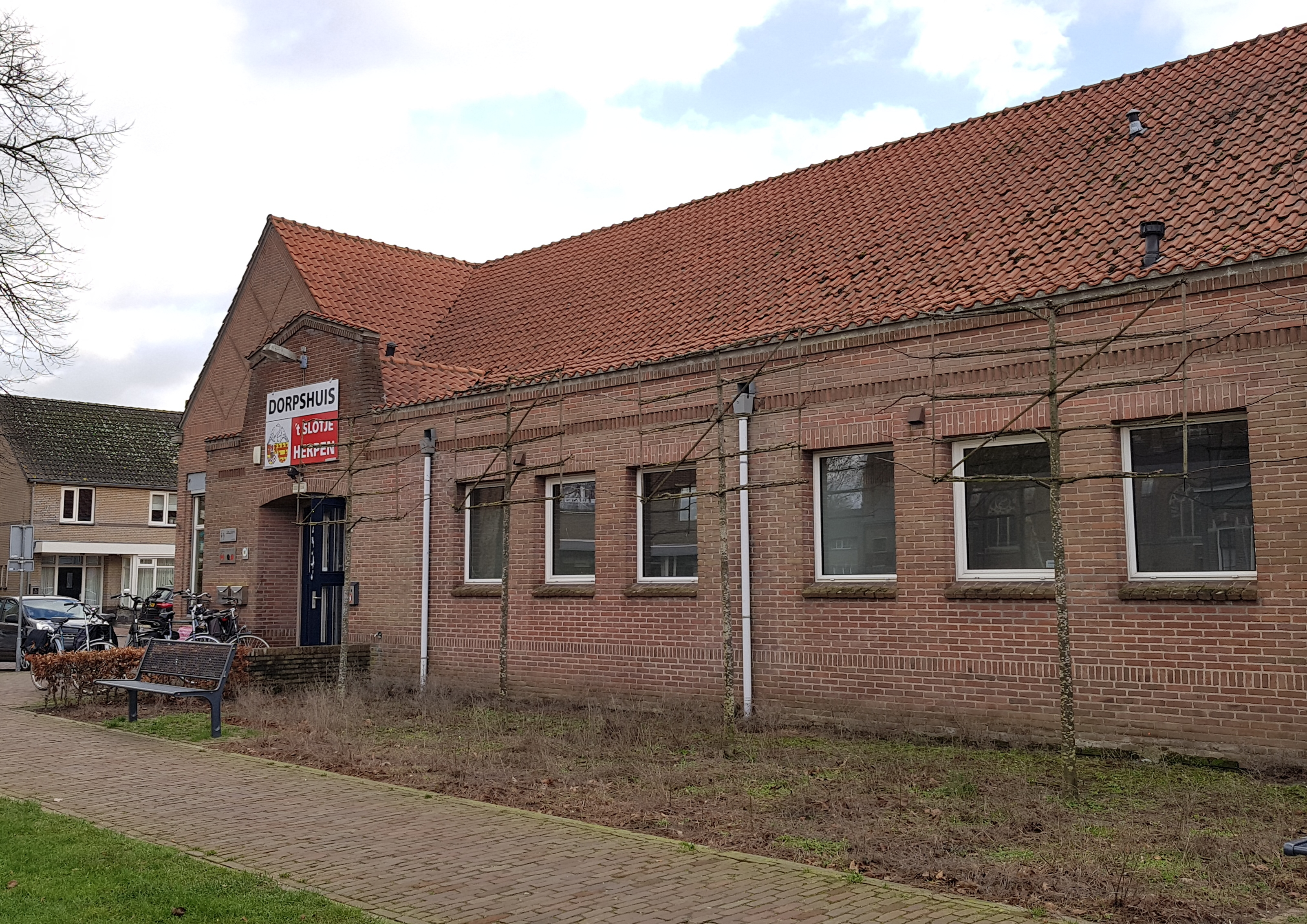
Сільський будинок